# Pomněnkový den
Pomněnkový den je sbírková akce, kterou každoročně pořádá Sdružení Linka bezpečí u příležitosti Mezinárodního dne pohřešovaných dětí 25. května.

## Historie
25. května 1979 zmizel v New Yorku na cestě do školy šestiletý Etan Patz. V následujících letech začaly nejrůznější organizace připomínat tento den v souvislosti se zmizelými dětmi a v roce 1983 označil prezident USA Ronald Reagan 25. květen za Den pohřešovaných dětí.[zdroj⁠?!] Jako mezinárodní den se začal připomínat od roku 1986, v Evropě se výročí slaví od roku 2002.[zdroj⁠?!]
V ČR tento den zdůrazňuje již od roku 2004, kdy proběhl 1. ročník Pomněnkového dne, právě Sdružení Linka bezpečí, které vlastní na Pomněnkový den ochrannou známku.
Zakoupením sbírkového předmětu mohou lidé přispět na provoz Linky bezpečí, která pomáhá zdarma a 24 hodin denně dětem a mladistvým zvládat každodenní starosti i těžké životní situace, poskytuje pomoc dětem na útěku nebo těm, kteří o takovém kroku jen uvažují.

## Pomněnka
Symbolem Pomněnkového dne se stala pomněnka. Anglický název tohoto modrého kvítku zní forget-me-not - pohřešované děti tím vzkazují "nezapomeň na mě".